# Strada statale 131 dir Carlo Felice
La strada statale 131 dir Carlo Felice (SS 131 dir) è una strada statale italiana situata in Sardegna, scorre nella città metropolitana di Cagliari attraversando il capoluogo e il comune di Selargius.

## Caratteristiche
È una strada extraurbana secondaria lunga 3,5 km. È stata aperta al traffico a fine 1966. Al km 3,300 è presente un autovelox fisso, installato a maggio 2020.

## Percorso
Funge da collegamento tra la strada statale 131 Carlo Felice (incrociata al confine col comune di Elmas) e l'Asse Mediano di Scorrimento, bretella a scorrimento veloce che circonda la città di Cagliari.
Interseca a circa metà percorso la strada statale 554 Cagliaritana nella zona nota come "circonvallazione Quadrifoglio".

## Tracciato

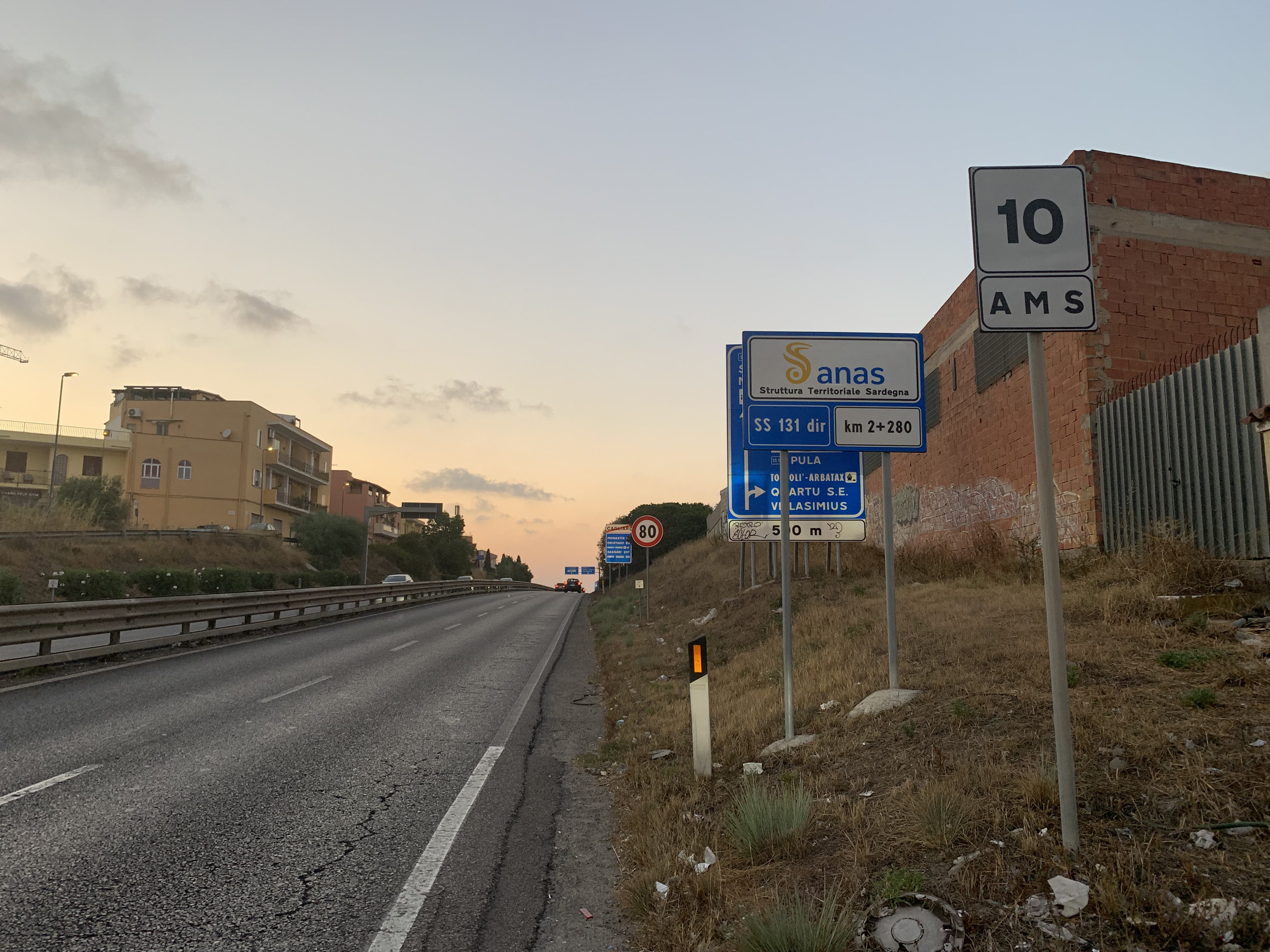
La fine dell'Asse Mediano e l'inizio della 131 dir

| Carlo Felice |                                                                                                |     |           |
| Tipo         | Indicazione                                                                                    | km  | Provincia |
|              | Asse Mediano di Scorrimento Cagliari - Pirri - San Benedetto - Azienda ospedaliera "G. Brotzu" | 2,2 | CA        |
|              | Quartu Sant'Elena - Villasimius - Tortolì, Arbatax                                             | 2,8 | CA        |
|              | Porto di Cagliari - Pula                                                                       | 3,2 | CA        |
|              | Sestu - Moriscau                                                                               | 5,7 | CA        |
|              | Carlo Felice Sassari - Oristano - Nuoro Aeroporto di Cagliari-Elmas                            | 5,7 | CA        |